# 知名町立田皆中学校
知名町立田皆中学校（ちなちょうりつたみなちゅうがっこう）は、鹿児島県大島郡知名町田皆にある町立中学校である。沖永良部島に所在する。

## 概要
- 沖永良部島の知名町田皆にあり、現在は1学年1学級で推移している。

## 進路
- 生徒の多くは沖永良部島で唯一の鹿児島県立沖永良部高等学校に多数の生徒は進学している。

## 校則
- 現在でも未だに男子の頭髪は校則により、丸刈り（坊主）となっている。

## 部活
女子バレーボール部　男子バレーボール部　女子テニス部　野球部